# Привільне (Сімферопольський район)
Приві́льне (до 1948 року — Тавша́н-База́р, крим. Tavşan Bazar) — село (до 2009 — селище) в Україні, у Сімферопольському районі Автономної Республіки Крим. Підпорядковане Добрівській сільській раді.
Відстань від райцентру до населеного пункта становить 25 кілометрів по прямій.

## Географія
Селом протікає річка Ангара.